# Dayton (Automarke)
Dayton war eine britische Automobilmarke, die nur 1922 von der Charles Day Manufacturing Co. Ltd. in London  W10 gebaut wurde.
Der Dandy war ein Cyclecar mit Einzylindermotor von Blackburne. Der Motor leistete 4 hp (2,9 kW).